# Александер, Шейн, 2-й граф Александер Тунисский
Шейн Уильям Десмонд Александр, 2-й граф Александер Тунисский  (англ. Shane William Desmond Alexander, 2nd Earl Alexander of Tunis; род. 30 июня 1935 года) — британский наследственный пэр, носивший титул учтивости — лорд Ридо  с 1952 по 1969 год.

## Биография
Родился 30 июня 1935 года. Старший сын фельдмаршала Гарольда Александера, 1-го графа Александера Тунисского (1891—1969), и леди Маргарет Бингэм (1905—1977), дочери Джорджа Бингэма, 5-го графа Лукана (1860—1949). Образование получил в школе Харроу и колледже Эшбери. Он вступил в Ирландскую гвардию в 1954 году. Он сменил своего отца в графстве после его смерти 16 июня 1969 года.
Александр занимал должность лорда в ожидании с 8 января 1974 года по 4 марта 1974 года, в конце премьерства Эдварда Хита. Он также был директором финансовой корпорации Pathfinder (фирма распущена в 1988 году) в Торонто в 1980 году.
Как потомок графов Каледона, он также является наследником этого титула и был предполагаемым наследником с 1980 по 1990 год.

## Браки и дети
14 июля 1971 года Александр женился первым браком на Хилари ван Гист. Они развелись в 1976 году, не имея детей.
22 июля 1981 года он женился во второй раз на Давинии Мэри Вудхаус (род. 12 апреля 1955), дочери Дэвида Вудхауса, 4-го барона Террингтона. Бывшая фрейлина принцессы Маргарет, графини Сноудон. У них есть две дочери:
- Леди Роуз Маргарет Александер  (род. 23 апреля 1982), крестница принцессы Маргарет, которая вышла замуж за Джеймса Хардинджа Уссемейна Дю Буле (род. 1972) 6 февраля 2015 года и имеет двух детей;
- Леди Люси Кэролайн Александер  (род. 1984), которая вышла замуж за Джеймса Шона Кристиана Уэлбора Эллиса Агара, 7-го графа Нормантона (род. 1982), в июне 2012 года и имеет троих детей.

Поскольку у Шейна Александера нет сына, предполагаемым наследником его графства является его младший брат, достопочтенный Брайан Джеймс Александер (род. в 1939 году).